# Natuurproduct (scheikunde)
Een natuurproduct in de strikt scheikundige betekenis van het woord is een chemische stof die voorkomt in de natuur, geproduceerd wordt door een organisme en als zuivere stof geïsoleerd en gekarakteriseerd kan worden. Het begrip  hangt nauw samen met het concept biomolecuul.

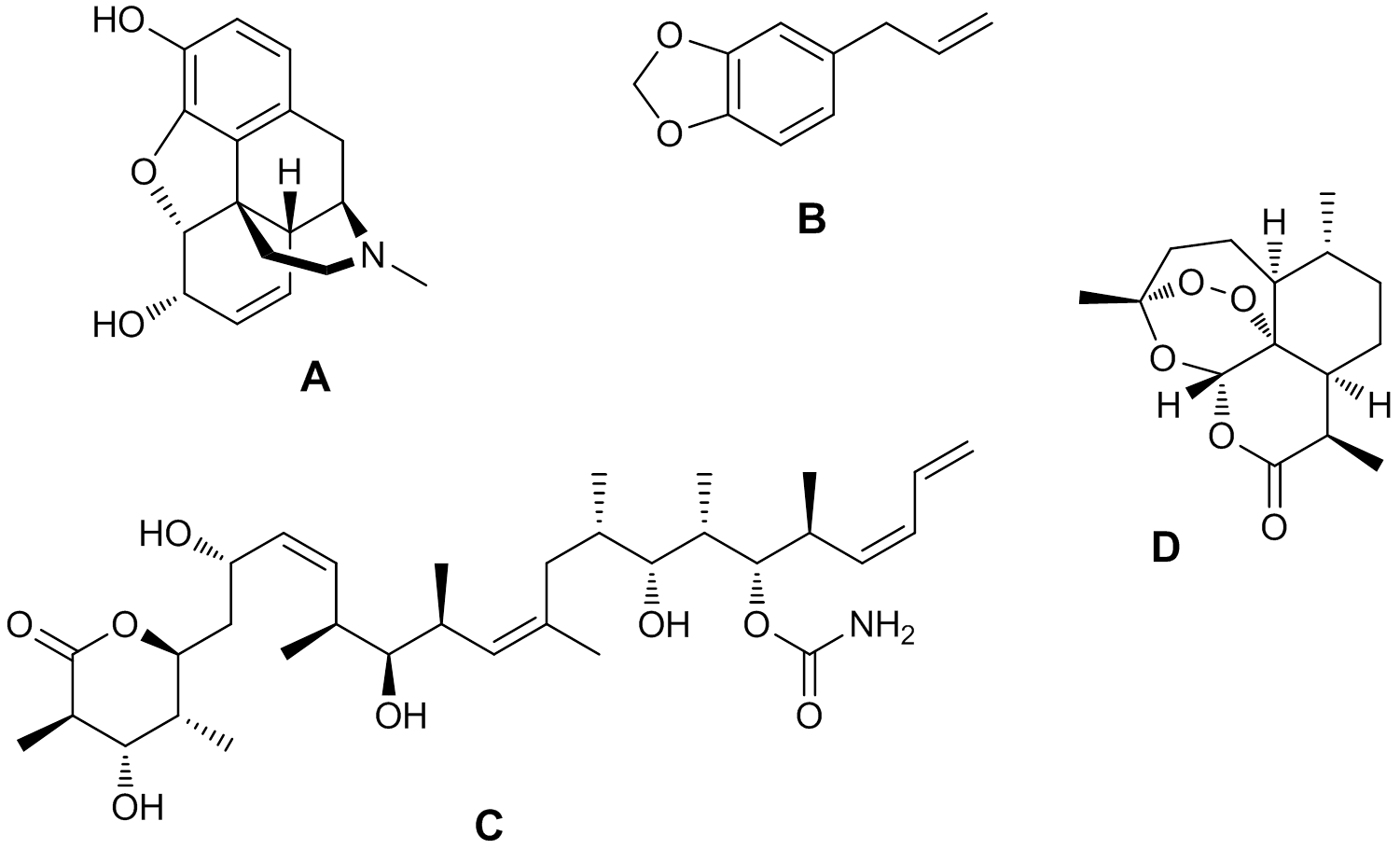
Een aantal secundaire metabolieten met hun chemische structuur:
A. morfine (alkaloïde)
B. safrol (fenylpropanoïde)
C. discodermolide (polyketide)
D. artemisinine (terpenoïde)

In een organisch-chemische context wordt het begrip gehanteerd om te duiden op gezuiverde en relatief kleine organische verbindingen (met een moleculaire massa lager dan 1500 g/mol) die geïsoleerd zijn uit natuurlijke bronnen en zelf het resultaat      zijn van biochemische syntheseroutes uit het primaire of secundaire metabolisme van het organisme  . Natuurproducten worden daarom ook wel ruwweg ingedeeld in primaire en secundaire metabolieten. Binnen een medicinaal-chemische context wordt de definiëring van natuurproducten meestal vernauwd tot de secundaire metabolieten. Secundaire metabolieten zijn stoffen die niet essentieel zijn voor het overleven van het organisme, maar het organisme toch een zeker evolutionair voordeel geboden hebben.
Een groot aantal natuurproducten bezit interessante farmacologische of biologische eigenschappen, die ingezet kunnen worden bij de behandeling van uiteenlopende aandoeningen. Daarom worden natuurproducten vaak aangewend als leidverbinding (lead compound, of kortweg lead) bij de zoektocht naar nieuwe geneesmiddelen. De organische synthese speelt in het proces van optimalisatie een belangrijke rol, omdat zij toelaat nieuwe analoga (stoffen met een gemodificeerde structuur en vaak met een verbeterd activiteitsprofiel) van het oorspronkelijke natuurproduct te synthetiseren. Ook computationele technieken, zoals de computationele chemie en de moleculaire modellering, helpen bij het zoeken naar die modificaties van natuurproducten die een verhoogde activiteit kunnen opleveren. Natuurproducten en synthetische derivaten hebben hun weg gevonden in toepassingen als chemisch bestrijdingsmiddel, als kleurstof en in de cosmetica.
Verder spelen natuurproducten een belangrijke rol in de totaalsynthese. Nieuwe natuurproducten bezitten vaak een bijzonder ingewikkelde of innoverende moleculaire architectuur, hetgeen een uitdaging vormt voor de organische synthese als wetenschappelijk onderzoeksdomein. Diverse Nobelprijzen werden uitgereikt aan wetenschappers die zich door de natuur lieten inspireren om vernieuwende synthesemethoden te ontwikkelen. Noemenswaardig in dit verband zijn Robert Burns Woodward (1965) en Elias James Corey (1990).

### Isolatie en opzuivering

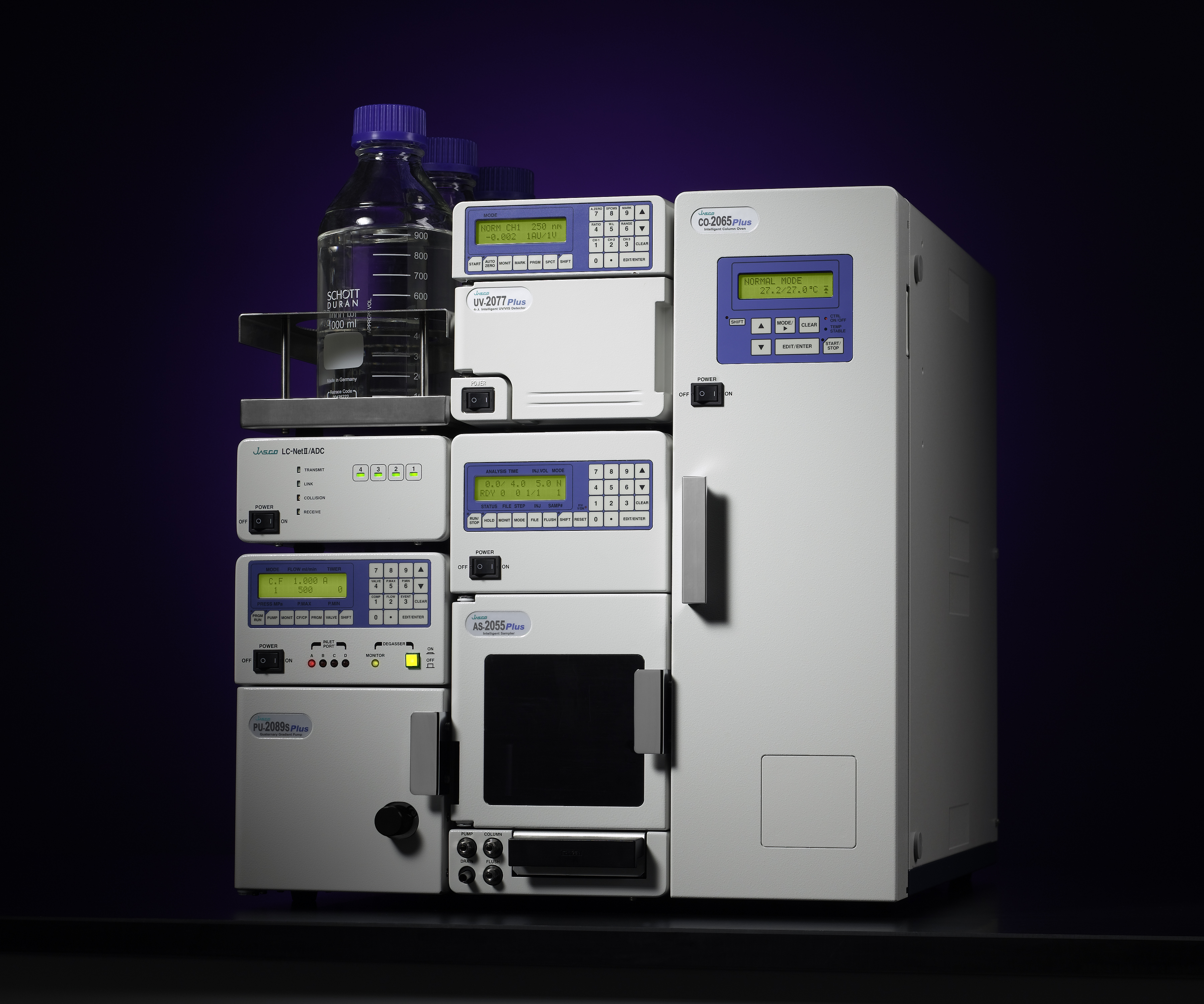
Een HPLC-toestel dat gebruikt wordt voor de scheiding van complexe mengsels.

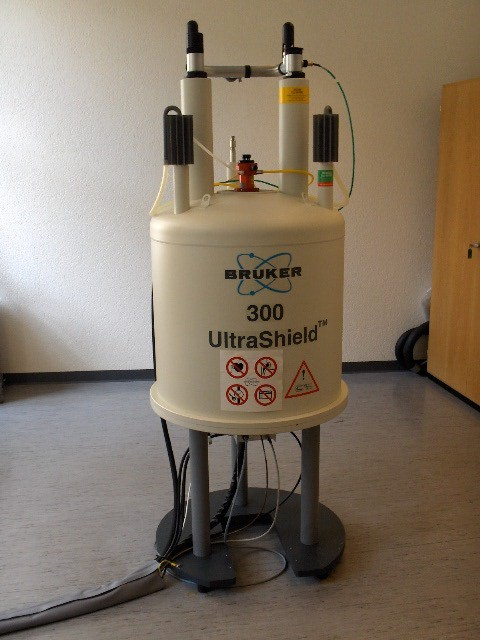
Een NMR-spectrometer helpt bij de karakterisatie van het natuurproduct.

### Semisynthese

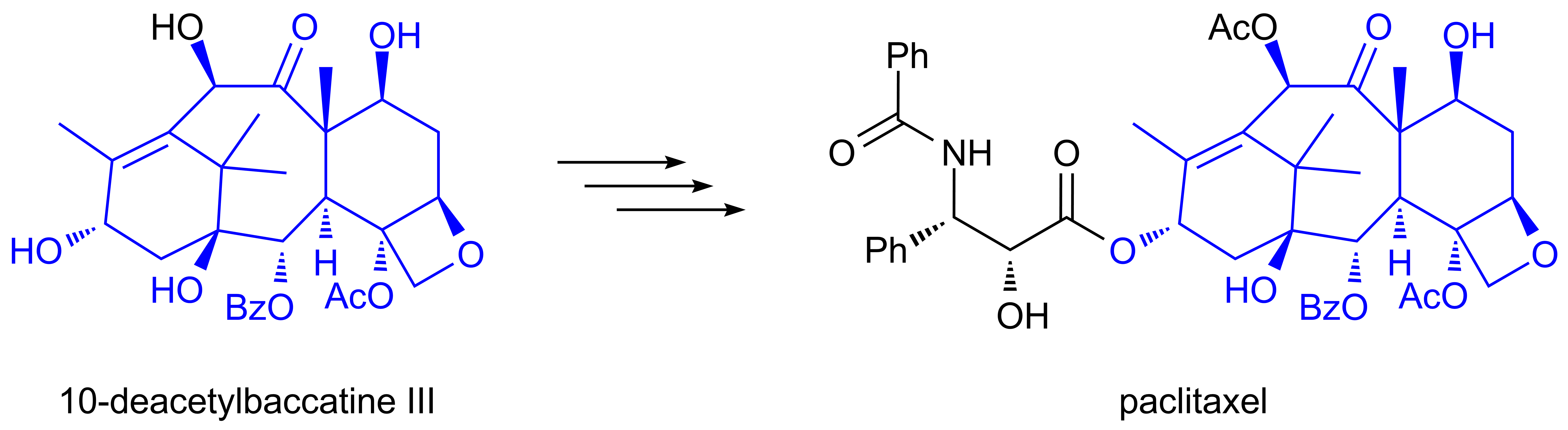
De industriële semisynthese van paclitaxel start vanuit het natuurlijk voorkomende 10-deacetylbaccatine III, dat reeds de belangrijkste structurele elementen van het natuurproduct bevat.

### Medicinale toepassingen

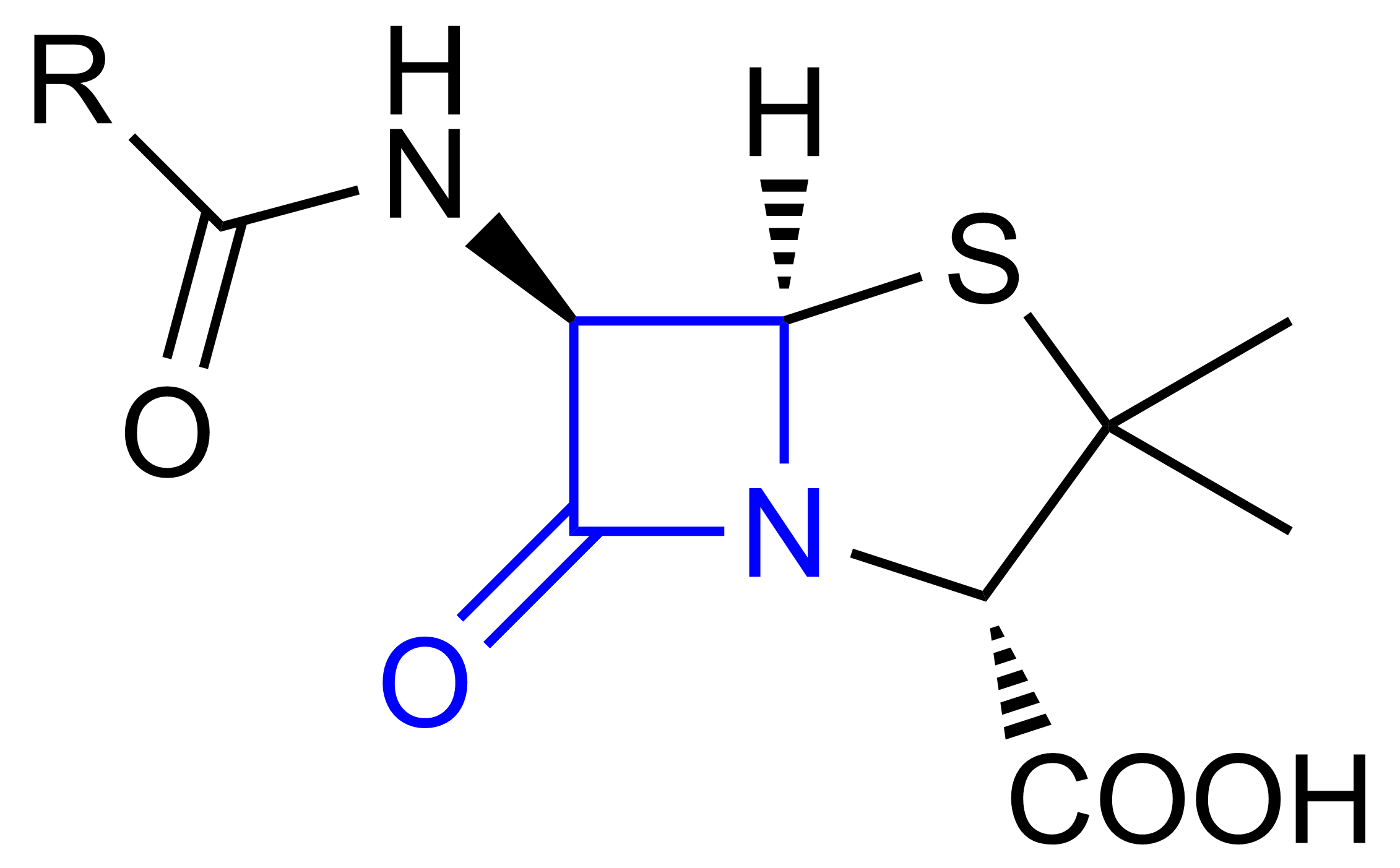
De algemene structuurformule van een penicilline: de R-groep is een variabele groep en het bioactieve β-lactamgedeelte, de farmacofoor, is in het blauw gemarkeerd.

#### Insecticiden

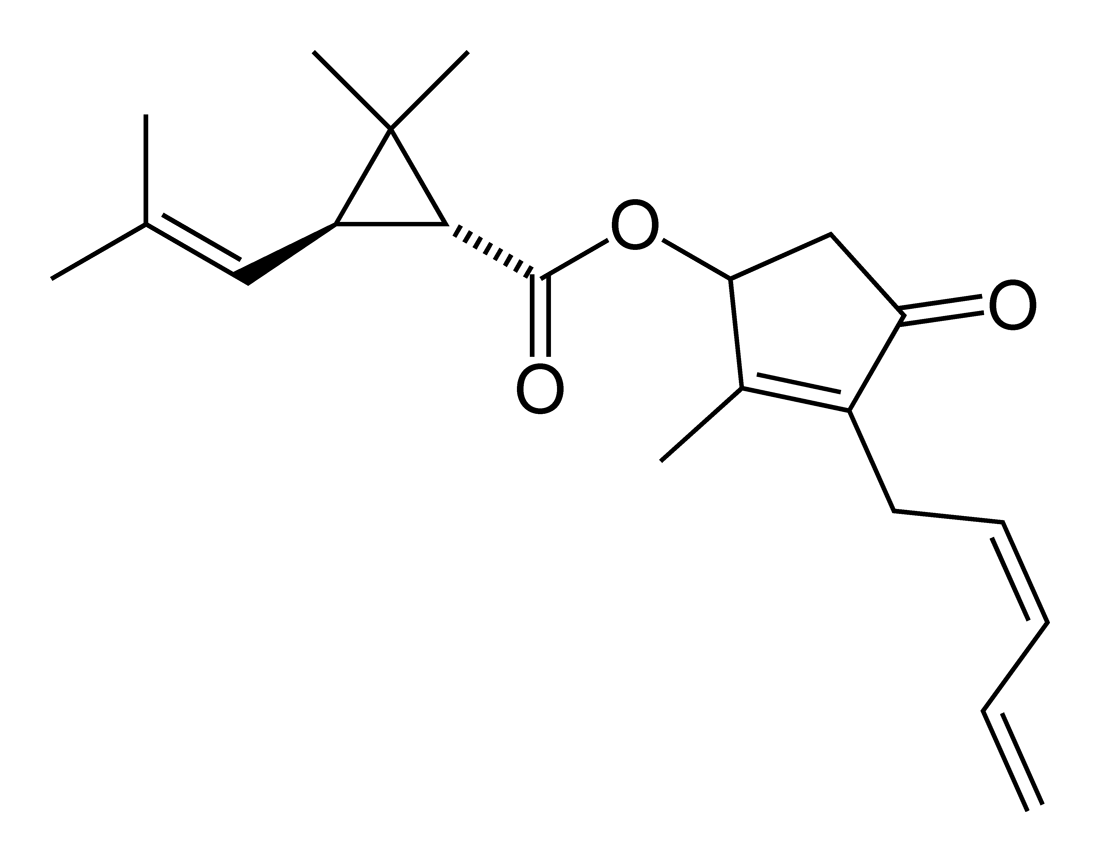
De structuurformule van het natuurlijk voorkomend insecticide pyrethrine I.

## Geschiedenis

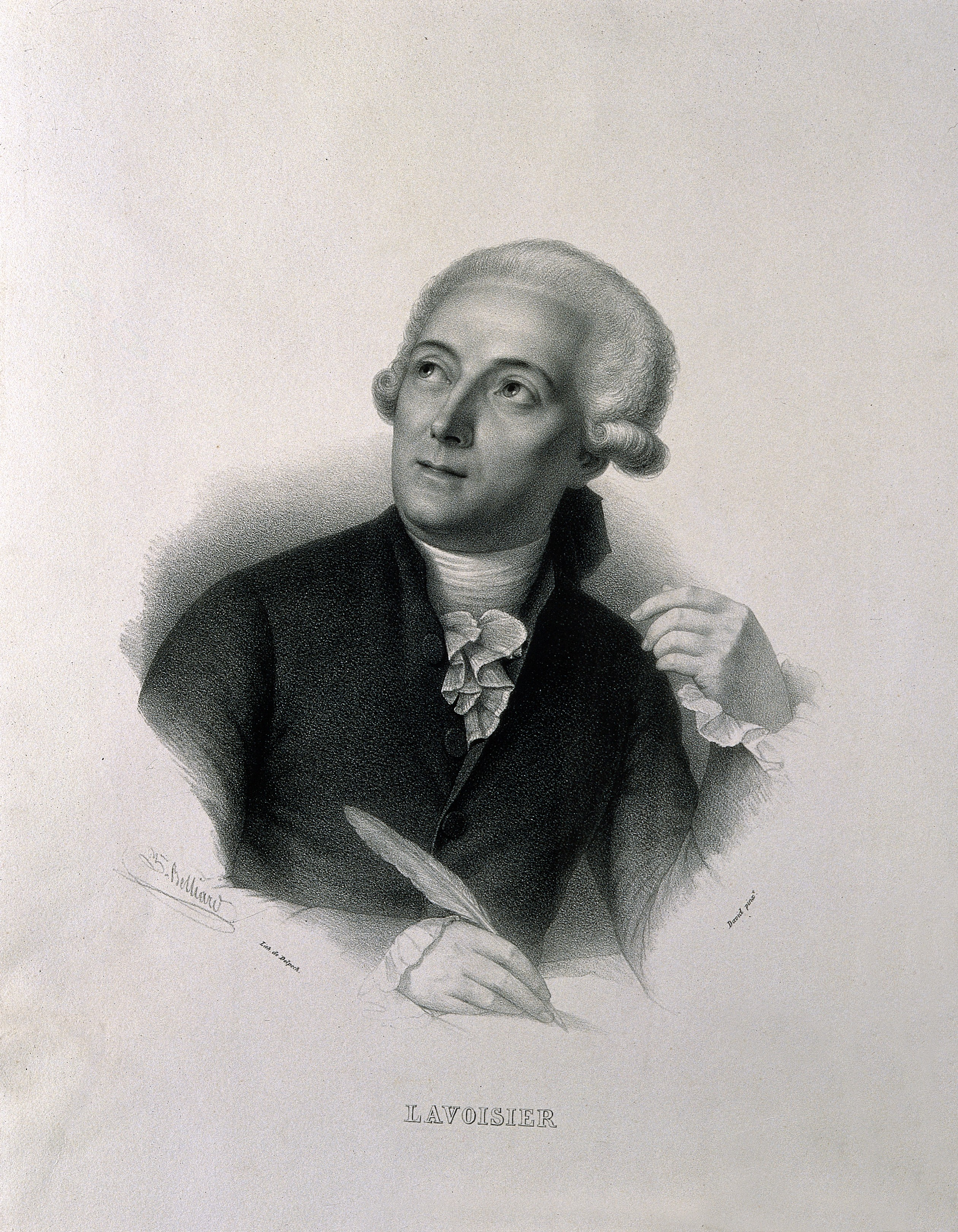
Antoine Lavoisier (1743-1794)

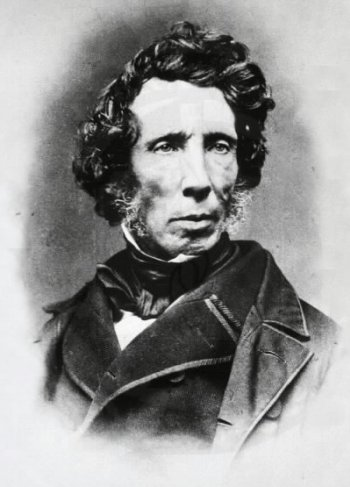
Friedrich Wöhler (1800-1882)

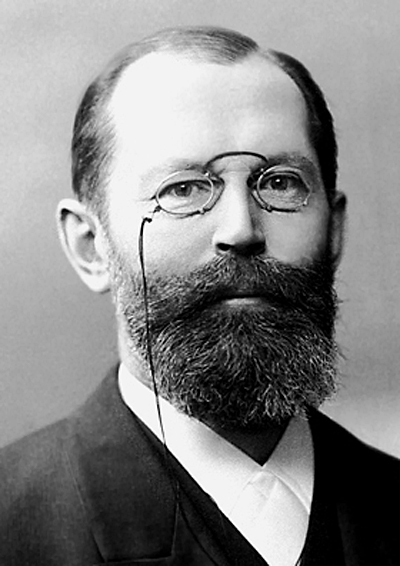
Hermann Emil Fischer (1852-1919)

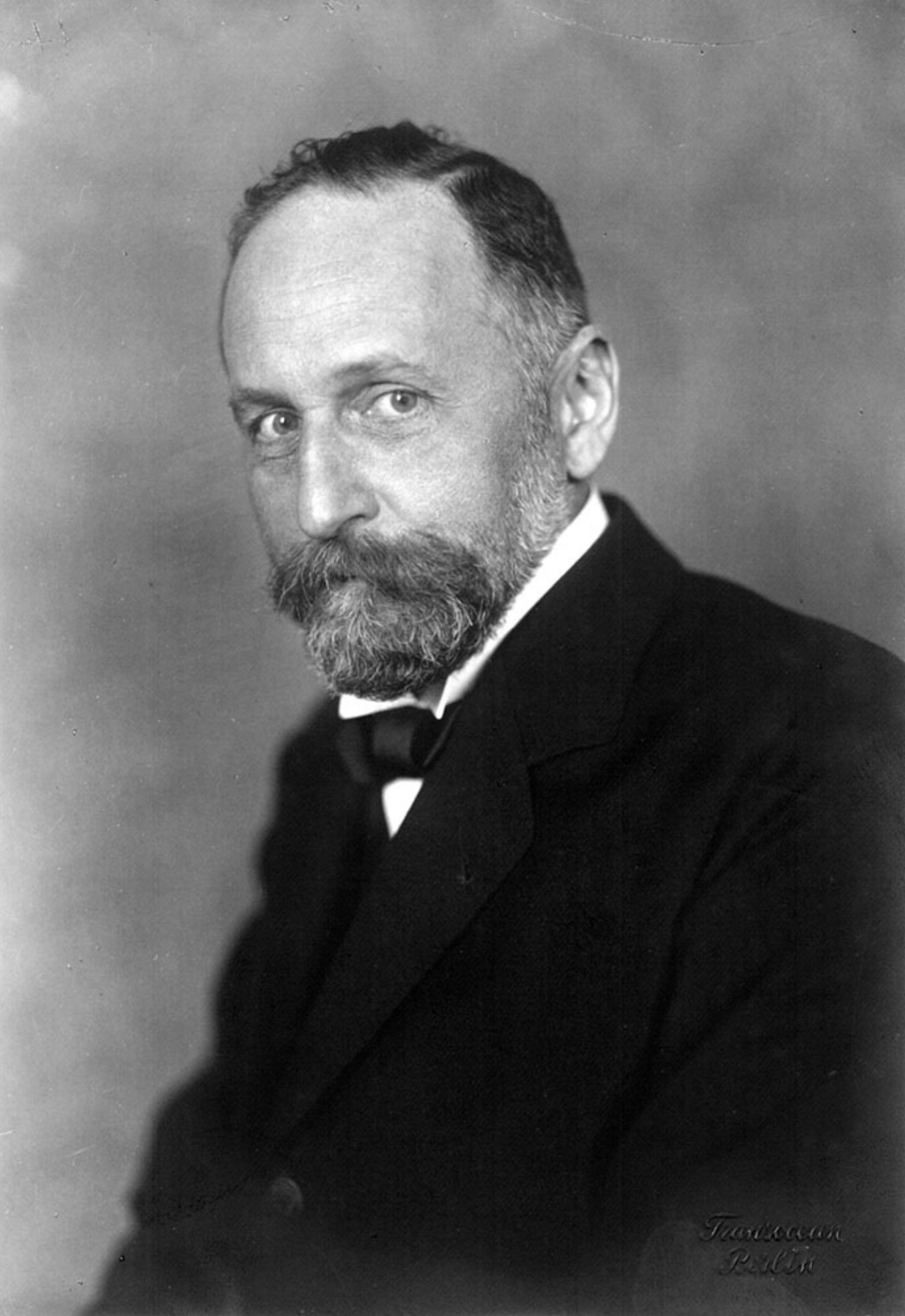
Richard Willstätter (1872-1942)

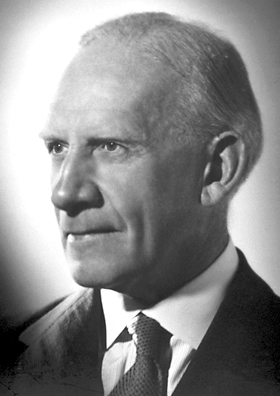
Robert Robinson (1886-1975)

### Grondslagen van de organische en de natuurproductchemie
Het begrip natuurproduct stamt uit het begin van de 19e eeuw, toen de grondslagen van de organische chemie werden gelegd. De organische chemie werd op dat moment beschouwd als de chemie van de stoffen waaruit planten en dieren zijn opgebouwd. De organische chemie was een relatief complexe vorm van chemie en stond in schril contrast met de anorganische chemie, waarvan de eenduidige basisprincipes in 1789 door de Fransman Antoine Lavoisier nauwkeurig waren vastgelegd in zijn werk Traité élémentaire de chimie.

#### Isolatie van natuurproducten
Lavoisier toonde aan het einde van de 18e eeuw aan dat organische stoffen bestonden uit een beperkt aantal elementen: in hoofdzaak koolstof en waterstof, aangevuld met zuurstof en stikstof. Men ging zich snel toeleggen op de isolatie van deze stoffen, vaak omdat zij een interessante farmacologische werking bezaten. Aangezien planten de belangrijkste bron van dergelijke verbindingen waren, werden vooral alkaloïden en glycosiden geïsoleerd. Zo was het immers reeds lang bekend dat opium, een kleverig mengsel van alkaloïden (waaronder codeïne, morfine, noscapine, thebaïne en papaverine) uit de bolpapaver (Papaver somniferum), een verdovende en tegelijkertijd geestverruimende werking bezat. Reeds in 1805 werd morfine door de Duitse apotheker Friedrich Sertürner geïsoleerd en in de jaren 70 van de 19e eeuw werd ontdekt dat het koken van morfine met azijnzuuranhydride een stof opleverde met een sterke pijnonderdrukkende werking: heroïne. In 1815 isoleerde Eugène Chevreul uit dierlijk weefsel cholesterol, een kristallijne stof die behoort tot de klasse der steroïden, en in 1820 werd strychnine, een alkaloïde, geïsoleerd.

#### Synthese van natuurproducten
Een tweede belangrijke stap, naast de isolatie, vormde de synthese van organische verbindingen. Daar waar de synthese van anorganische stoffen reeds lange tijd bekend was (vermeldenswaardig is de productie van zwavelzuur, salpeterzuur, waterstofchloride, magnesiumsulfaat, calciumchloride en natriumhydroxide), bleek de synthese van organische stoffen een moeilijke horde te zijn. In 1827 stelde de Zweedse scheikundige Jöns Jacob Berzelius dat voor de synthese van organische stoffen een onontbeerlijke natuurkracht, de zogenaamde vis vitalis of levenskracht, nodig was. Dit filosofisch idee, het vitalisme, had tot ver in de 19e eeuw veel aanhangers, zelfs na de introductie van de atoomtheorie (die echter ook zijn wortels vindt in een filosofische strekking, namelijk het atomisme). Het vitalisme-idee sloot vooral aan bij opvattingen in de geneeskunde: de meeste traditionele genezingspraktijken gingen ervan uit dat ziekte het resultaat was van één of andere onevenwichtigheid in de essentiële energieën die het leven van het niet-leven onderscheidt. Een eerste poging om het vitalisme-idee in de wetenschap te doorbreken werd gedaan in 1828, toen de Duitse scheikundige Friedrich Wöhler erin slaagde ureum, een natuurproduct dat wordt aangetroffen in urine, te bereiden door het verhitten van ammoniumcyanaat, een anorganische stof:
{\displaystyle \mathrm {NH_{4}OCN\ {\xrightarrow {\ \ 60^{\circ }C\ \ }}\ H_{2}NCONH_{2}} }
Met deze reactie toonde Wöhler aan dat er geen levenskracht nodig was om organische stoffen te bereiden. Dit idee werd echter zeer sceptisch onthaald en pas 20 jaar later, met de synthese van azijnzuur door Hermann Kolbe uit koolstofdisulfide, aanvaard. De organische chemie ontwikkelde zich vanaf dat moment tot een zelfstandig onderzoeksgebied dat zich toelegt op de studie van koolstofhoudende verbindingen, aangezien dat element als gemeenschappelijk werd aangetroffen in diverse uit de natuur afgeleide stoffen. Een belangrijke factor hierin was de karakterisatie van organische stoffen aan de hand van hun fysische eigenschappen (smeltpunt, kookpunt, oplosbaarheid, kristalliniteit, kleur, ...).

#### Structuurtheorieën
Een derde stap was de structuuropheldering van organische stoffen: hoewel de elementaire samenstelling van zuivere organische stoffen (of zij nu van natuurlijke of synthetische oorsprong waren) vrij accuraat kon worden bepaald, stelde de moleculaire structuur nog een probleem. De drang om aan structuuropheldering te doen volgde uit een dispuut tussen Friedrich Wöhler en Justus von Liebig, die beiden een zout van zilver bestudeerden dat dezelfde samenstelling maar verschillende eigenschappen had. Wöhler bestudeerde zilvercyanaat, een ongevaarlijke stof, terwijl von Liebig zilverfulminaat onderzocht, een zout dat explosieve eigenschappen bezit. De elementenanalyse wijst uit dat beide zouten uit gelijke hoeveelheden zilver, koolstof, zuurstof en stikstof bestaan. Volgens de toen gangbare ideeën moesten beide stoffen dus ook dezelfde eigenschappen bezitten, hetgeen echter niet het geval was. Uiteindelijk werd door Berzelius het begrip isomeer ingevoerd, waarbij niet alleen het aantal en het type elementen van belang is voor de eigenschappen en de chemische reactiviteit, maar ook de plaats van atomen in een verbinding. Dit vormde een directe aanleiding voor de ontwikkeling van structuurtheorieën, zoals de radicaaltheorie van Jean-Baptiste Dumas en de substitutietheorie van Auguste Laurent. Het duurde echter tot 1858 voordat door Friedrich Kekulé een definitieve structuurtheorie werd geformuleerd. Hij poneerde dat koolstof tetravalent is en met zichzelf kan binden tot koolstofketens, zoals zij ook voorkomen in natuurproducten.

### Verruiming van het begrip
Het begrip natuurproduct, dat aanvankelijk sloeg op organische verbindingen die uit planten konden worden geïsoleerd, werd tegen het midden van de 19e eeuw door de Duitser Justus von Liebig uitgebreid tot dierlijke stoffen. Hermann Emil Fischer richtte vanaf 1884 zijn aandacht op de studie van koolhydraten en purinen, werk waarvoor hij in 1902 de Nobelprijs kreeg toegekend. Hij slaagde er ook in diverse koolhydraten, waaronder glucose en mannose, op synthetische wijze in het laboratorium te maken. Na de ontdekking van penicilline door Alexander Fleming in 1928 werden ook schimmels en andere micro-organismen toegevoegd aan het arsenaal van bronnen van natuurproducten.

### Mijlpalen
Tegen de jaren 30 van de 20e eeuw waren reeds enkele grote klassen van natuurproducten bekend. Belangrijke mijlpalen waren:
- Terpenen, voor het eerst systematisch bestudeerd door Otto Wallach (Nobelprijs 1910), later door Lavoslav Ružička (Nobelprijs 1939)
- Kleurstoffen gebaseerd op porfine (chlorofyl en heemverbindingen), bestudeerd door Richard Willstätter (Nobelprijs 1915) en Hans Fischer (Nobelprijs 1930)
- Steroïden, bestudeerd door Heinrich Otto Wieland (Nobelprijs 1927) en Adolf Windaus (Nobelprijs 1928)
- Carotenoïden, bestudeerd door Paul Karrer (Nobelprijs 1937)
- Vitaminen, bestudeerd door onder anderen Paul Karrer, Adolf Windaus, Robert R. Williams, Walter Haworth (Nobelprijs 1937), Richard Kuhn (Nobelprijs 1938) en Albert Szent-Györgyi
- Hormonen, bestudeerd door Adolf Butenandt (Nobelprijs 1939) en Edward Calvin Kendall (Nobelprijs 1950)
- Alkaloïden en anthocyanen, bestudeerd door onder anderen Robert Robinson (Nobelprijs 1947)

### Technische vooruitgang
Het onderzoek naar de chemie van natuurproducten (voorkomen, isolatie, karakterisatie en synthese) werd na de Tweede Wereldoorlog sterk uitgebreid, geholpen door steeds geavanceerdere analysetechnieken. De introductie van kernspinresonantie (NMR-spectroscopie) in de jaren 50 betekende een grote stap voorwaarts. Ook de massaspectrometrie, de chromatografie en de röntgendiffractie hebben hiertoe bijgedragen.

### Planten

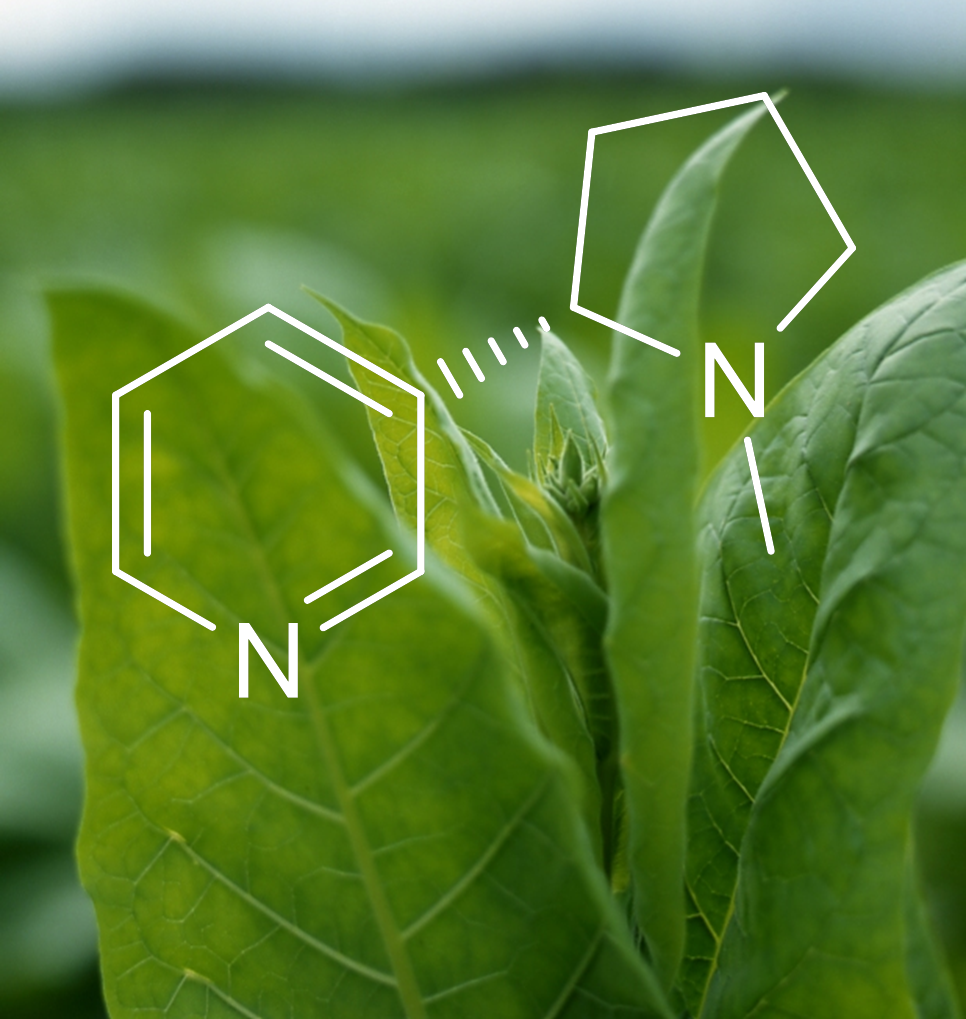
Nicotine is een alkaloïde dat van nature voorkomt in de tabaksplant (Nicotiana tabacum). De stof is verantwoordelijk voor de verslavende en verdovende werking van roken.

### Toxinen

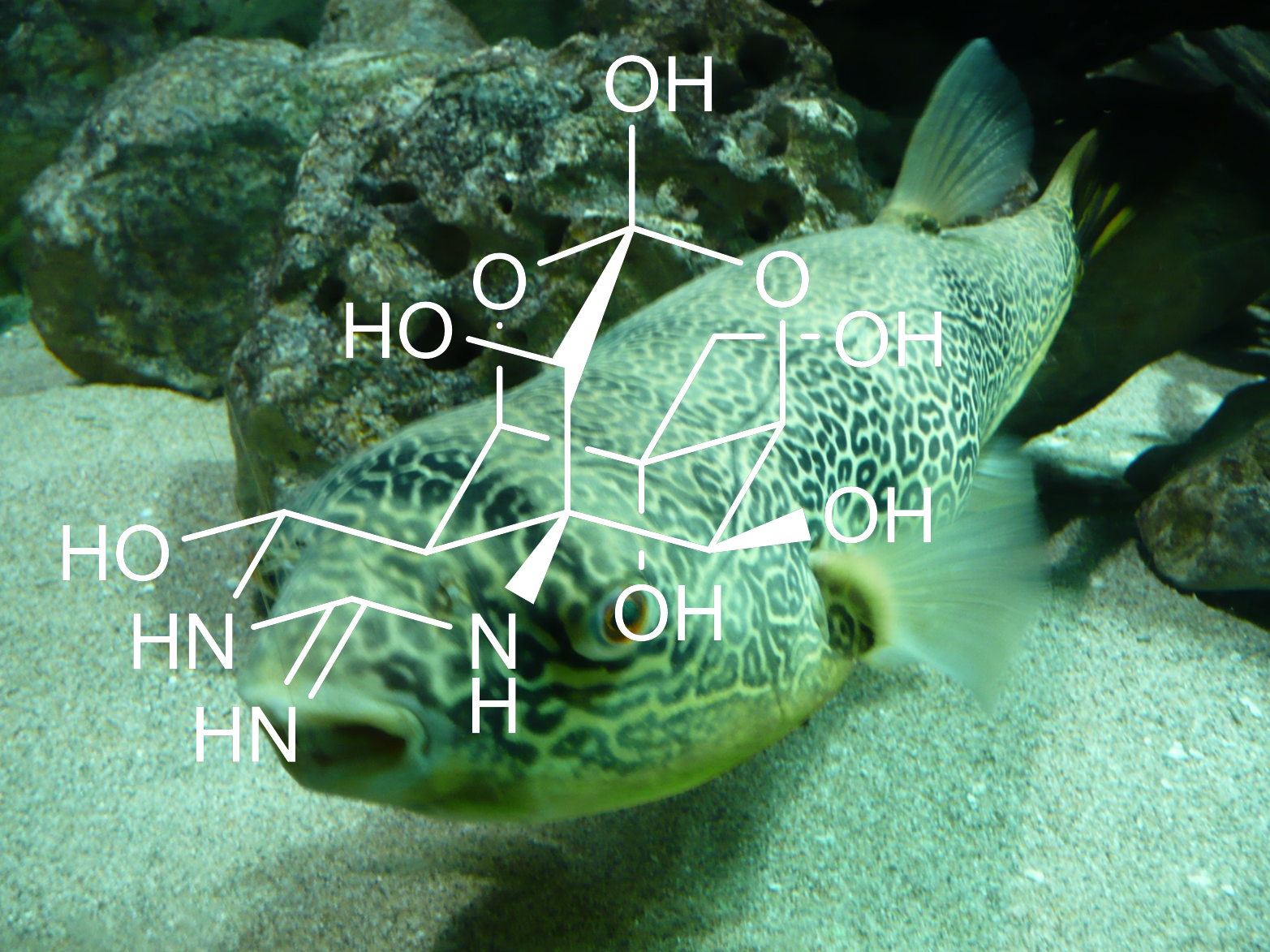
Tetrodotoxine is een krachtig neurotoxisch gif met een complexe chemische structuur dat wordt aangetroffen in de kogelvis (Tetraodon mbu). De werking van de stof is gebaseerd op de hoge bindingsaffiniteit voor natriumkanalen in spier- en zenuwcellen.